# BritishJET
BritishJET – nieistniejąca maltańska linia lotnicza z siedzibą na Malcie. Obsługiwała połączenia łączące Maltę z Wielką Brytanią. Głównym węzłem był port lotniczy Malta.